# Гуарани (язык)
Гуарани́ (самоназвание — ava-ñe’ẽ «язык людей») — индейский язык народов гуарани, распространённый в ряде стран Южной Америки, преимущественно в Парагвае. Один из двух (наряду с испанским) официальных языков Парагвая, а также один из 37 официальных языков Боливии. Помимо этого, обладает статусом официального языка в провинциях Мисьонес и Корриентес в Аргентине. 
Гуарани принадлежит к ветви тупи-гуарани языковой семьи тупи.
На парагвайском гуарани говорят до 90% некоренного населения Парагвая, что примечательно для языка коренного населения обоих Америк — такого в этих частях света нет больше нигде. В 2020 г. было около 6,5 млн говорящих на этом языке.
Первая грамматика и словарь (исп. Tesoro de la lengua guaraní «Сокровища языка гуарани») были изданы в 1639 году иезуитом Антонио Руисом де Монтоя.

## Родственные связи
Ветвь тупи-гуарани, куда входит гуарани, насчитывает около 50 языков, распространённых почти по всей северо-восточной части южноамериканского континента. Она включается в состав языковой семьи тупи, внутри которой наибольшую близость к ней обнаруживают языки авети и сатери-маве, в чуть меньшей степени — мундуруку. Вместе с рядом вымерших языков группы карири (карири, камару и другими), семья тупи входит в состав более крупного генетического объединения карири-тупи, которое, в свою очередь, включалось Дж. Гринбергом и его последователями в состав тукано-экваториальной макросемьи языков. Тем не менее вероятные генетические связи языков тупи-гуарани за пределами тупи (с карири, карибскими, аравакскими и др. языками) недостаточно изучены.
Внутренняя генетическая классификация семьи тупи-гуарани окончательно не установлена. Связано это как с недостатком данных о некоторых малочисленных идиомах, так и с тем, что в доисторический период носители языков тупи-гуарани совершали многочисленные миграции, сопровождавшиеся интенсивными языковыми контактами.
Вместе с рядом близкородственных языков (восточно- и западноболивийский гуарани, чирипа, мбья, кайва, ньяндева, пай-тавитера, всего до 19 диалектов) парагвайский гуарани образует единый кластер диалектов гуарани (англ. Guarani dialects), рассматриваемый также как макроязык (англ. macrolanguage) гуарани.

## Социолингвистическая информация
На гуарани говорят главным образом в Парагвае, где он является государственным языком вместе с испанским, а также на севере Аргентины и на юге бразильских штатов Мату-Гросу-ду-Сул и Парана. Кроме Парагвая, это один из официальных языков Боливии и один из двух официальных языков в аргентинской провинции Корриентес. Бо́льшая часть носителей этого языка проживает в Парагвае, хотя бо́льшая часть его населения говорит не на чистом гуарани, а на языке, подвергшемся значительному влиянию испанского. В 2020 году на гуарани говорило около 6,5 млн человек. 
Парагвайский гуарани является полноценным национальным языком этой страны. Диалектное членение в парагвайском гуарани почти отсутствует: обнаруженные различия в речи носителей связаны скорее с общественным положением/уровнем образования, чем с регионом проживания. В литературе выделяются диалекты бразильского муниципалитета Гуаира (штат Парана, на границе с Парагваем) и северных провинций Аргентины, но их обособленность объясняется скорее меньшим количеством черт, заимствованных из испанского, нежели независимым развитием.
Распространение гуарани и испанского в Парагвае:
|      | только гуарани | гуарани и испанский | только испанский |
| ---- | -------------- | ------------------- | ---------------- |
| 1982 | 40,1 %         | 48,16 %             | 6,43 %           |
| 1992 | 39,3 %         | 49 %                | 6,4 %            |
| 2002 | 28,7 %         | 59 %                | 11,45 %          |
| 2017 | 40 %           | 30 %                | 26,5 %           |

В течение последних десятилетий парагвайский гуарани стал языком официальных документов, теле- и радиовещания. На нём выходят газеты, создаются веб-сайты, издаются художественные и научно-популярные книги. Тем не менее испанский по-прежнему явно чаще используется во всех этих областях. При активной поддержке гуарани в качестве языка школьного образования, единственным языком высшего образования остаётся испанский. Он же является (наряду с английским) основным средством приобщения парагвайцев к мировой культуре: так, до сих пор остаются единичными случаи перевода произведений мировой литературы на гуарани. По-прежнему сохраняется стойкая ассоциация гуарани с деревенской, а испанского — с городской средой; и если разрыв между городом и деревней в языковом отношении в последние годы сокращается, то в первую очередь за счёт распространения билингвизма в сельской местности. 
Языковая обстановка в Парагвае во многом своеобразна, ибо это единственное государство обоих Америк, в котором индейский язык, согласно результатам переписи, по числу носителей не только не уступает «языку колонизаторов», но даже превосходит его. Тем не менее данные последних трёх переписей населения о количестве говорящих на испанском и на гуарани (в процентах от общей численности населения Парагвая) свидетельствуют о том, что социолингвистическая обстановка в Парагвая не является устойчивой.

### Разновидности гуарани
Языковое пространство гуарани является весьма неоднородным. Различие идиомов внутри гуарани проводится в зависимости от степени влияния на них испанского языка. Таким образом выделяется следующие три разновидности языка:
1. guaraní rural («сельский гуарани») — язык сельского населения Парагвая (в первую очередь, одноязычного), относительно не затронутый влиянием испанского;
2. jopara («смесь») — разновидность языка, испытавшая значительное влияние испанского;
3. guaraníete («настоящий гуарани») — пуристский литературный язык, очищенный от испанского влияния.

Именно jopara — в разновидности guarañol, то есть смешанного языка на основе гуарани — де-факто является главным языком Парагвая, значительно опережая по объёмам использования в быту и «чистый» гуарани, и местный диалект испанского. На нём в настоящее время говорит до 90 % жителей страны. Существует разновидность языка, не входящая в состав парагвайского гуарани, но также обозначаемая в быту как jopara. Это так называемый castení — смешанный язык с испанской грамматикой и значительным количеством лексических и даже грамматических единиц, заимствованных из гуарани. 

## Письменность и орфография
Письменность гуарани основана на латинице (с использованием букв K, J и Y, но без W) с добавлением двух знаков с диакритикой и шести диграфов. Для обозначения ударения над соответствующей гласной ставится значок акут ( ́ ).
Соответствия между графемами и фонемами:
- A a — /a/
- Ã ã — /ã/
- Ch ch — /ɕ/
- E e — /e/
- Ẽ ẽ — /ẽ/
- G g — /ɰ/
- G̃ g̃ — /ɰ̃/
- Gu gu — /ɰʷ/
- G̃u g̃u — /ɰ̃ʷ/
- H h — /h/ /x/
- I i — /i/
- Ĩ ĩ — /ĩ/
- J j — /j/ /ʒ/ /ʤ/ /ɟ/
- K k — /k/
- Ku ku — /kʷ/
- L l — /l/
- Ll ll — /ʎ/
- M m — /m/
- Mb mb — /mb/
- N n — /n/
- Nd nd — /nd/
- Ng ng — / ŋg/, /ŋ/
- Ngu ngu — /ŋgʷ/, /ŋʷ/
- Ñ ñ — /ɲ/
- O o — /o/
- Õ õ — /õ/
- P p — /p/
- R r — /ɾ/
- Rr rr — /r/
- S s — /s/
- T t — /t/
- U u — /u/
- Ũ ũ — /ũ/
- V v — /υ/
- Y y — /ɨ/
- Ỹ ỹ — /ɨ̃/
- ’ ’ — /ʔ/

## Лингвистические черты

### Фонетика и фонология
Пример звучания парагвайского гуарани возможно услышать здесь.

#### Гласные
В парагвайском гуарани представлен обычный для языков Южной Америки шестичленный набор гласных с различением трех степеней подъёма и трёх положений языка. Гласный [ɯ] имеет аллофоны [ɨ] и [ə]; в литературе он традиционно описывается как [ɨ]. Все гласные имеют носовые и ротовые варианты.
В гуарани часты сочетания гласных — в первую очередь, /ai/ и /au/. Обычно в таких сочетаниях каждый гласный является вершиной отдельного слога, однако в случае наличия в вокалической последовательности одного или более безударных гласных верхнего подъёма опционально возможна дифтонгизация (или иное стяжение). О «нелюбви» гуарани к дифтонгизации косвенно свидетельствуют данные местных разновидностей испанского: в то время как диалектам испанского Латинской Америки свойственна сильная склонность к дифтонгизации, исключение составляют как раз разновидности, находящиеся в контакте с гуарани (парагвайский испанский и говор аргентинской провинции Коррьентес).
|                | Передние | Средние  | Задние   |
| -------------- | -------- | -------- | -------- |
| Верхний подъём | /i/, /ĩ/ | /ɨ/, /ɨ̃/ | /u/, /ũ/ |
| Средний подъём | /e/, /ẽ/ |          | /o/, /õ/ |
| Нижний подъём  |          | /a/, /ã/ |          |

#### Согласные
В таблице ниже представлена вся совокупность согласных парагвайского гуарани, содержащая все согласные фонемы, выделяемые в литературе. Такая схема предполагает, что противопоставление по назализованности является фонематическим для смычных, но представляет собой случай аллофонической смены для прочих согласных. Фонемы, встречающиеся только в заимствованных словах, заключены в скобки. Аллофоны одной фонемы приводятся через косую черту.
Набор согласных парагвайского гуарани:
|                           | Губно-губные | Губно-зубные | Зубные | Альвеолярные | Препалатальные и палатальные | Заднеязычные | Лабиовелярные | Глоттальные |
| ------------------------- | ------------ | ------------ | ------ | ------------ | ---------------------------- | ------------ | ------------- | ----------- |
| глухие смычные            | p            |              | t      |              |                              | k            | kʷ            | ʔ           |
| преназализованные смычные | ͫb            |              | nd     |              |                              | ŋg           | ŋgʷ           |             |
| носовые смычные           | m            |              | n      |              | ɲ                            | ŋ            | ŋʷ            |             |
| аффрикаты                 |              |              |        |              | ͩj                            |              |               |             |
| дрожащие                  |              |              |        | (r/r̃)        |                              |              |               |             |
| одноударные               |              |              |        | ɾ/ɾ̃          |                              |              |               |             |
| фрикативы                 |              | (f)          | (ð)    | s            | ɕ                            | x/h/ɦ        |               |             |
| аппроксиманты             |              | υ/ υ̃/ß       |        |              |                              | ɰ/ ɰ̃         | ɰʷ/ ɰ̃ʷ        |             |
| боковые аппроксиманты     |              |              | (l/l̃)  |              | (ʎ/ʎ̃)                        |              |               |             |

Возможные типы слогов — CV или CVV. Стечение двух согласных или окончание слога на согласный звук не встречаются.

#### Просодия
Словесное ударение в парагвайском гуарани — силовое. По умолчанию оно падает на последний слог словоформы. В длинных словоформах один из предшествующих слогов может нести побочное ударение. Есть, однако, ряд корней, в которых главное ударение не падает строго на последний слог, как например /óga/ «дом». Некоторые суффиксы перетягивают ударение на себя, другие же всегда остаются безударными: ср. a-ha-se /axasé/ (1SG.A-идти-DES) «я хочу пойти» против a-há-ta /axáta/ (1SG.A-идти-PROSP) «я пойду».
В отличие от испанского языка, в гуарани интонация при вопросе не всегда отличается от интонации в утвердительных высказываниях: интонационный контур V, сопровождающий общие и частные вопросы, может также сопровождать некоторые виды утвердительных высказываний. Вопросительные предложения отличаются от утвердительных морфологически, посредством добавления клитик -pa и -piko.

#### Морфонология
Наиболее важным морфонологическим явления в гуарани является так называемая «назальная гармония» — уподобление звонких сегментов в составе словоформы по назализованности. Назализация в гуарани имеет «середину» в ударном слоге, с которого «растекается» в обе стороны на соседние (наибольшую степень назализации получает предударный слог). Она охватывает все сегменты, произносимые с участием голосовых связок (гласные и звонкие согласные, включая сонанты). Глухие сегменты «прозрачны» для распространения признака: они не подвергаются назализации, но пропускают её дальше по словоформе. Как правило, межкорневая граница в сложных словах и при инкорпорации препятствует распространению назализации, равно как и ударный слог, содержащий ротовой гласный.
Примеры:
- /ⁿdo+ɾoi+ⁿduˈpã+i/ → [nõɾ̃õĩnũˈpãĩ]
/ro+ᵐbo+poˈrã/ → [ɾ̃õmõpõˈɾ̃ã]

### Морфология
Гуарани является агглютинативным языком; иногда его определяют как полисинтетический. 
Ввиду обилия транскатегориальных показателей, а также формального совпадения приставок притяжательности и лично-числового согласования, выделение частей речи как морфологических разрядов в языках тупи-гуарани крайне затруднено. 
Базовым является противопоставление имён и глаголов, а также противопоставление глаголов и стативов. Первые подразделяются на переходные и (активные) непереходные глаголы; внутри вторых можно выделить имена и инактивные глаголы, но не как подклассы, а скорее как контексты употребления. К прочим частям речи парагвайского гуарани относятся наречия, различные разряды местоимений, артикли, демонстративы, количественные и порядковые числительные, междометия, союзы и частицы. Вопрос о выделении в отдельные части речи комплементайзеров, подчинительных союзов и номинализаторов является открытым. 
Существенный пересмотр традиционной схемы был предложен С. Нордгоффом. В основе его теории лежит наблюдение о том, что традиционно выделяемые «имена» и «инактивные глаголы» на деле имеют одинаковую дистрибуцию: любой именной корень может быть употреблён в качестве непереходного сказуемого (с инактивной приставкой), а любой инактивный глагольный корень может быть субстантивирован без особого оформления. Видимое различие состоит лишь в том, что в силу лексической семантики для одних корней более естественно употребление в аргументном положении, а для других — в предикатном.
И «имена», и «инактивные глаголы» способны употребляться в аргументном положения без особых показателей:
- Pé-va ha’e kyse.

DEM-REL COP нож
«Это нож».
- Pé-va ha’e pochy!

DEM-REL COP злой
«Вот это злость!»
- Pé-va ha’e guata, nda-ha’e-i re-japó-va!

DEM-REL COP ходить NEG-COP-NEG 2SG.A-делать-REL
«Вот настоящая ходьба, а не то, что ты делаешь!».
- …ha nd-aipó-ri mante mandu’a Ño-ku’ã-’i-re

и NEG-EXPL-NEG всегда помнить REC-палец-DIM-RE
«И больше нет никаких воспоминаний о Мальчике с пальчик».

#### Прилагательное
Прилагательные не выделяются в отдельную часть речи. Существует небольшой подкласс инактивных глаголов (в основном обозначения цвета, физических качеств человека, оценки), которые могут употребляться в качестве определения в составе именной группы:
- I-porã

3-хороший
«Это хорошо».
- …ha ku guapo’y o-mbo-’ypi-há-icha yvyra porã-me…

и DET короед 3A-CAUS-сухой-NMR-MNR дерево хороший-LOC
«…и как короед, который грызёт хорошее дерево,...»

#### Глагол
Глаголы в гуарани подразделяются на переходные и непереходные. Внутри класса непереходных глаголов имеет место расщепление на «активные» и «инактивные», морфологически проявляющееся в выборе приставки, указывающей на лицо и число деятеля.
«Активные» обычно подразумевают то, что деятель непосредственно участвует в совершении действия, а «инактивные» — то, что действие лишь затрагивает его. 
Пример спряжения:
| Местоимение | активный (areal)      | активный (areal)    | активный            | инактивный (chendal)  |
| Местоимение | «неносовая» приставка | «носовая» приставка | активный            | инактивный (chendal)  |
| Местоимение | guata «ходить»        | ñeʼẽ «говорить»     | puru «использовать» | tuicha «быть большим» |
| ----------- | --------------------- | ------------------- | ------------------- | --------------------- |
| che         | a-guata               | a-ñeʼẽ              | ai-puru             | che-tuicha            |
| ñande       | ja-guata              | ña-ñeʼẽ             | jai-puru            | ñande-tuicha          |
| ore         | ro-guata              | ro-ñeʼẽ             | roi-puru            | ore-tuicha            |
| nde         | re-guata              | re-ñeʼẽ             | rei-puru            | nde-tuicha            |
| peẽ         | pe-guata              | pe-ñeʼẽ             | pei-puru            | pende-tuicha          |
| haʼe(kuéra) | o-guata               | o-ñeʼẽ              | oi-puru             | i-tuicha              |

### Синтаксис
Порядок членов предложения в гуарани относительно свободен. Основным порядком слов является SVO (подлежащее — сказуемое — дополнение), но если подлежащее отдельно не выделяется, то порядок слов — OV.

### Лексика
Из-за многолетнего сосуществования гуарани с испанским языком и двуязычия многих его носителей, он впитал большое количество заимствований из испанского. Нередко они приходили вместе с явлениями, с которыми носители языка ранее были незнакомы: например, vaka «корова» (исп. vaca), kavaju «лошадь» (исп. caballo), kesu «сыр» (исп. queso), kurusu «крест (религия)» (исп. cruz) и др.

#### Слова из гуарани в других языках
Несколько слов из гуарани (либо из близкородственного старого тупи) было заимствовано в европейские языки, в основном это наименования животных и растений: 
- piranha «пиранья» < pirãîa — буквально: «зубастая рыба»[14];
- tapir «тапир» < tapira — название животного[15];
- cashew «кешью» < acajuba — название дерева, на котором растёт этот орех;
- tapioca «тапиока» (мука из маниоки) < tipioca < tipi «остаток, осадок» + og, ok «выдавливать, выжимать»;
- jaguar (ягуар) < îagûara — любое хищное животное[16];
- ананас < nanas;
- производными от названий на гуарани являются также названия гуарана, ипекакуана и жакаранда.

## Пример языка
Первая статья «Всеобщей декларации прав человека» на гуарани:
Mayma yvypóra ou ko yvy ári iñapytyʼyre ha eteĩcha tekoruvicharenda ha akatúape jeguerekópe; ha ikatu rupi oikuaa añetéva ha añeteʼyva, iporãva ha ivaíva, tekotevẽ pehenguéicha oiko oñondivekuéra.
[maɨˈma ɨʋɨˈpoɾa oˈu ko ɨʋˈɨ ˈaɾi iɲapɨtɨʔɨˈɾe xa ẽtẽˈĩɕã tekoɾuʋiɕaɾeˈⁿda xa akaˈtuape ᵈjeweɾeˈkope; xa ikaˈtu ɾupi oikuaˈa aɲeˈteʋa xa aɲeteʔɨˈʋa, ĩpõɾ̃ˈãʋã xa iʋaˈiʋa tẽkõtẽˈʋẽ pexeˈᵑgʷeiɕa oiˈko oɲoⁿdiʋeˈkʷeɾa]

## Гуаранийская Википедия
Существует раздел Википедии на языке гуарани («Гуаранийская Википедия»), первая правка в нём была сделана в 2003 году. По состоянию на 14:52 (UTC) 22 июля 2025 года раздел содержит 5919 статей (общее число страниц — 13 954); в нём зарегистрировано 21 103 участника, двое из них имеют статус администратора; 34 участника совершили какие-либо действия за последние 30 дней; общее число правок за время существования раздела составляет 134 091.